# Pinarocorys nigricans
A Pinarocorys nigricans a verébalakúak (Passeriformes) rendjébe, ezen belül a pacsirtafélék (Alaudidae) családjába és a Pinarocorys nembe tartozó faj.

## Rendszerezése
A fajt Carl Jakob Sundevall svéd zoológus írta le 1850-ben, az Alauda nembe Alauda nigricans néven. Sorolták a Mirafra nembe Mirafra nigricans néven is.

## Alfajai
- Pinarocorys nigricans occidentis (Clancey, 1968) – dél-Kongói Köztársaság, délnyugat-Kongói Demokratikus Köztársaság és észak-Angola területén költ, a száraz évszakot követően délre, Namíbiától Mozambikig vándorol;
- Pinarocorys nigricans nigricans (Sundevall, 1850) – délkelet-Kongói Demokratikus Köztársaság, dél-Burundi, délnyugat-Tanzánia és északnyugat-Zambia területén költ, a száraz évszakot követően délre, Namíbiától Mozambikig vándorol.

## Előfordulása
Afrika déli részén, Angola, Botswana, a Dél-afrikai Köztársaság, a Kongói Köztársaság, a Kongói Demokratikus Köztársaság, Mozambik, Namíbia, Szváziföld, Tanzánia, Zambia és Zimbabwe területén honos.
Természetes élőhelyei a szubtrópusi és trópusi szavannák, valamint legelők és szántóföldek. Vonuló faj.

## Megjelenése
Testhossza 20 centiméter, testtömege 30-46 gramm.

## Életmódja
Többnyire rovarokkal táplálkozik, de magokat is fogyaszt. A száraz évszakban, augusztustól októberig költ, majd délebbre költözik.

## Természetvédelmi helyzete
Az elterjedési területe rendkívül nagy, egyedszáma pedig stabil. A Természetvédelmi Világszövetség Vörös listáján nem fenyegetett fajként szerepel.